# Mistrzostwa Panamerykańskie w Zapasach 1989
Mistrzostwa panamerykańskie w zapasach, odbywały się w dniu 13 do 15 czerwca w Colorado Springs. W tabeli medalowej tryumfowali zapaśnicy z Kuby.

## Tabela medalowa
|   | Państwo           |    |    |    | Razem: |
| - | ----------------- | -- | -- | -- | ------ |
| 1 | Kuba              | 10 | 6  | 4  | 20     |
| 2 | Stany Zjednoczone | 10 | 2  | 5  | 17     |
| 3 | Kanada            | 0  | 4  | 3  | 7      |
| 4 | Meksyk            | 0  | 4  | 2  | 6      |
| 5 | Wenezuela         | 0  | 2  | 1  | 3      |
| 6 | Kolumbia          | 0  | 0  | 2  | 2      |
| 6 | Peru              | 0  | 0  | 2  | 2      |
| 8 | Brazylia          | 0  | 0  | 1  | 1      |
|   | razem:            | 20 | 18 | 20 | 58     |

## Wyniki

### W stylu klasycznym
| Waga   | złoty                 | srebrny          | brązowy                |
| ------ | --------------------- | ---------------- | ---------------------- |
| 48 kg  | Wilber Sánchez        | ----             | Jesús Rojas            |
| 52 kg  | Jorge Pacheo          | Steve Biedrycki  | Gustavo Delgado        |
| 57 kg  | Amadoris González     | Hamilton Sánchez | Víctor Hugo Capacho    |
| 62 kg  | Jose M.Olivera        | Luis Méndez      | Buddy Lee              |
| 68 kg  | Andrés Alexis Jiménez | Juan Mora        | Wayland Massey         |
| 74 kg  | Abel Sarmiento        | ----             | Fernando Vicente Gomez |
| 82 kg  | Alfredo Linares       | Luis Rondón      | Matthew Ryan           |
| 90 kg  | Mike Foy              | Reynaldo Peña    | Roberto C.Leitao Filho |
| 100 kg | Héctor Milián         | Guillermo Díaz   | Steve Lawson           |
| 130 kg | Matt Ghaffari         | Wilfredo Pelayo  | Fernando Lucena        |

### W stylu wolnym
| Waga   | złoty                   | srebrny          | brązowy              |
| ------ | ----------------------- | ---------------- | -------------------- |
| 48 kg  | Larry Nicholson         | Jose Borrero     | Miramad Quirizadah   |
| 52 kg  | Alfredo Leyva           | Zeke Jones       | Víctor Díaz          |
| 57 kg  | Brad Penrith            | Osmel Rodriguez  | Oscar Muñoz          |
| 62 kg  | Greg Randall            | Paul Hughes      | Pedro García         |
| 68 kg  | Jesús Eugenio Rodríguez | Gordon Sturrock  | John Giura           |
| 74 kg  | Rob Koll                | Gary Holmes      | Ariel Ramos          |
| 82 kg  | Royce Alger             | Raúl Cascaret    | David Hohl           |
| 90 kg  | Jim Scherr              | Wilfredo Morales | Peter James Guterson |
| 100 kg | William Scherr          | Guillermo Díaz   | Geovany Redmond      |
| 130 kg | Bruce Baumgartner       | Scott Reeves     | Rafel Aldrete        |